# Михайлівська сільська рада (Кам'янський район)
Миха́йлівська сільська́ ра́да — адміністративно-територіальна одиниця та орган місцевого самоврядування в Кам'янському районі Черкаської області. Адміністративний центр — село Михайлівка.

## Загальні відомості
- Населення ради: 2 122 особи (станом на 2001 рік)

## Населені пункти
Сільській раді підпорядковані населені пункти:
- с. Михайлівка
- с-ще Лісове

## Склад ради
Рада складається з 16 депутатів та голови.
- Голова ради: Максименко Василь Петрович

### Керівний склад попередніх скликань
| Прізвище, ім'я, по батькові | Основні відомості                                                         | Дата обрання | Дата звільнення |
| --------------------------- | ------------------------------------------------------------------------- | ------------ | --------------- |
| Субочев Володимир Федорович | Сільський голова, 1963 року народження, освіта вища, член Народної партії | 26.03.2006   | 31.10.2010      |
| Субочев Володимир Федорович | Сільський голова, 1963 року народження, освіта вища, безпартійний         | 31.10.2010   | 13.05.2014      |
| Максименко Василь Петрович  | Сільський голова, 1972 року народження, освіта вища, безпартійний         | 26.10.2014   |                 |

Примітка: таблиця складена за даними сайту Верховної Ради України

### Депутати
За результатами місцевих виборів 2010 року депутатами ради стали:

#### За суб'єктами висування
| Суб'єкт висування                | Кількість обраних депутатів | %    |
| -------------------------------- | --------------------------- | ---- |
| Самовисування                    | 15                          | 93,8 |
| Політична партія «Нова політика» | 1                           | 6,3  |

#### За округами
| № округу                         | Прізвище, ім'я, по батькові  | Дата визнання обраним | Освіта             | Партійна приналежність                  | Відомості про обраного депутата                                |
| -------------------------------- | ---------------------------- | --------------------- | ------------------ | --------------------------------------- | -------------------------------------------------------------- |
| Політична партія «Нова політика» |                              |                       |                    |                                         |                                                                |
| 3                                | Кодола Юрій Васильович       | 01.11.2010            | середня            | член Політичної партії «Нова політика»  | тимчасово не працює                                            |
| Самовисування                    |                              |                       |                    |                                         |                                                                |
| 1                                | Максименко Василь Петрович   | 01.11.2010            | вища               | позапартійний                           | Михайлівська сільська рада, землевпорядник                     |
| 2                                | Бурлай Микола Максимович     | 01.11.2010            | вища               | позапартійний                           | СТОВ «Україна», директор                                       |
| 4                                | Крупський Петро Антонович    | 01.11.2010            | середня спеціальна | позапартійний                           | пенсіонер                                                      |
| 5                                | Придвічна Світлана Василівна | 01.11.2010            | вища               | член Соціалістичної партії України      | ДНЗ, завідуюча                                                 |
| 6                                | Могилей Василь Степанович    | 01.11.2010            | вища               | член Політичної партії «Сильна Україна» | Михайлівська загальноосвітня школа-інтернат, директор          |
| 7                                | Бурлай Борис Вікторович      | 01.11.2010            | вища               | позапартійний                           | фізична особа-підприємець, директор                            |
| 8                                | Черниш Олексій Дмитрович     | 01.11.2010            | середня            | позапартійний                           | СТОВ «Україна», водій                                          |
| 9                                | Гончар Наталія Василівна     | 01.11.2010            | вища               | позапартійна                            | Михайлівська сільська рада, головний бухгалтер                 |
| 10                               | Солод Світлана Андріївна     | 01.11.2010            | середня спеціальна | позапартійна                            | Михайлівська загальноосвітня школа-інтернат, прибиральниця     |
| 11                               | Луценко Наталія Андріївна    | 01.11.2010            | вища               | позапартійна                            | Михайлівська сільська рада, секретар                           |
| 12                               | Скородід Іван Іванович       | 01.11.2010            | вища               | позапартійний                           | пенсіонер                                                      |
| 13                               | Круть Іван Іванович          | 01.11.2010            | середня            | позапартійний                           | СТОВ «Україна», лікар ветеринарної медицини                    |
| 14                               | Скородід Тетяна Миколаївна   | 01.11.2010            | вища               | позапартійна                            | Михайлівська сільська рада, спеціаліст по нарахуванню субсидій |
| 15                               | Білокобилий Петро Ілліч      | 01.11.2010            | середня            | позапартійний                           | СТОВ "Ук"аїна", завідувач токовим господарством                |
| 16                               | Ніколенко Григорій Федорович | 01.11.2010            | вища               | позапартійний                           | пенсіонер                                                      |